# Satisfy You
Satisfy You – drugi singiel z płyty Forever Puff Daddy'ego wydany 12 października 1999 roku. Gościnnie w utworze wystąpił R. Kelly.
Utwór utrzymywał się przez dwa tygodnie na pierwszym miejscu listy "U.S. R&B chart" i na drugim miejscu "pop chart". 
Bit pochodzi z utworu "I Got 5 on It" zespołu hip-hopowego Luniz, sampel zaś z utworu Club Nouveau pt. "Why You Treat Me So Bad".
Do singla powstał również teledysk.

## Pozycje na liście przebojów
| Lista                                           | Pozycja |
| ----------------------------------------------- | ------- |
| U.S. Billboard Hot 100                          | 2       |
| U.S. Billboard Hot R&B/Hip-Hop Singles & Tracks | 1       |
| U.S. Billboard Hot Rap Singles                  | 1       |
| UK Singles Chart                                | 8       |